# 高知中央自動車学校
株式会社高知中央自動車学校（こうちちゅうおうじどうしゃがっこう）は昭和36年に設立し、高知県高知市にある高知県公安委員会指定自動車教習所を60年以上運営する企業。

## 免許
- 普通自動車第一種
- 普通自動車第二種
- 大型自動車第一種
- 大型自動車第二種
- 中型自動車第一種
- 中型自動車第二種
- 大型特殊自動車
- 大型自動二輪車
- 普通自動二輪車

## 周辺
- 高知市立江陽小学校
- 高知市立城東中学校
- 高知駅